# Chiesa di San Pietro Apostolo (Ripa Teatina)
La chiesa di San Pietro Apostolo è il principale luogo di culto cattolico di Ripa Teatina (CH), nonché sede parrocchiale, appartenente all'arcidiocesi di Chieti-Vasto. La chiesa ha origini molto antiche ed è stata edificata originariamente nel V secolo, su un antico tempio dedicato alla dea Diana, quando il cristianesimo cominciò a diffondersi massicciamente nel territorio abruzzese. La costruzione attuale risale all'ampliamento e al restauro effettuati nel XVII secolo.
L'edificio è situato lungo Via dello Zingaro, nella parte più alta del centro storico di Ripa Teatina, che in passato ospitava altre tre chiese: quella del SS. Salvatore, delle quali rimangono le mura perimetrali e una statua del Cristo risorto, e quelle di San Lorenzo e San Giacomo, oggi andate perse.

## Storia

### Dal V secolo al restauro
Dell'edificio originario si hanno scarse notizie per quanto riguarda forma e dimensioni, mentre dell'edificio esistente prima dell'imponente restauro del XVII secolo si sa che la chiesa era costituita da un'unica navata di dimensioni ridotte, lunga non più di 14 metri, con una cripta sottostante, dal momento che l'area era racchiusa tra un dislivello del terreno e un'ingombrante torre di avvistamento. Nonostante ciò, per un certo periodo la limitata grandezza del tempio non ha costituito un problema, considerata la presenza delle altre tre chiese nelle vicinanze. L'interno della chiesa presentava diversi altari laterali, intitolati al SS. Corpo di Cristo, al SS. Rosario, a Santa Maria degli Angeli e a San Giuseppe.
Le cattive condizioni nelle quali versava la chiesa alla fine del XVII secolo spinsero la popolazione a restaurare e ampliare l'edificio, a partire dal 1685. Le funzioni di chiesa parrocchiale, fino ad allora svolte dal medesimo tempio, vennero temporaneamente trasferite alla chiesa di Santa Maria delle Fonti (oggi intitolata a San Rocco), che ai tempi presentava una configurazione assai differente rispetto a quella attuale: aveva una forma basilicale a navata unica, coperta da un tetto e senza cupola. La chiesa fu riaperta al culto 15 anni dopo l'inizio dei lavori, nel 1699, come tra l'altro testimoniato in corrispondenza del putto alato in pietra posto sul portale principale.

### Il miracolo della Madonna del Sudore

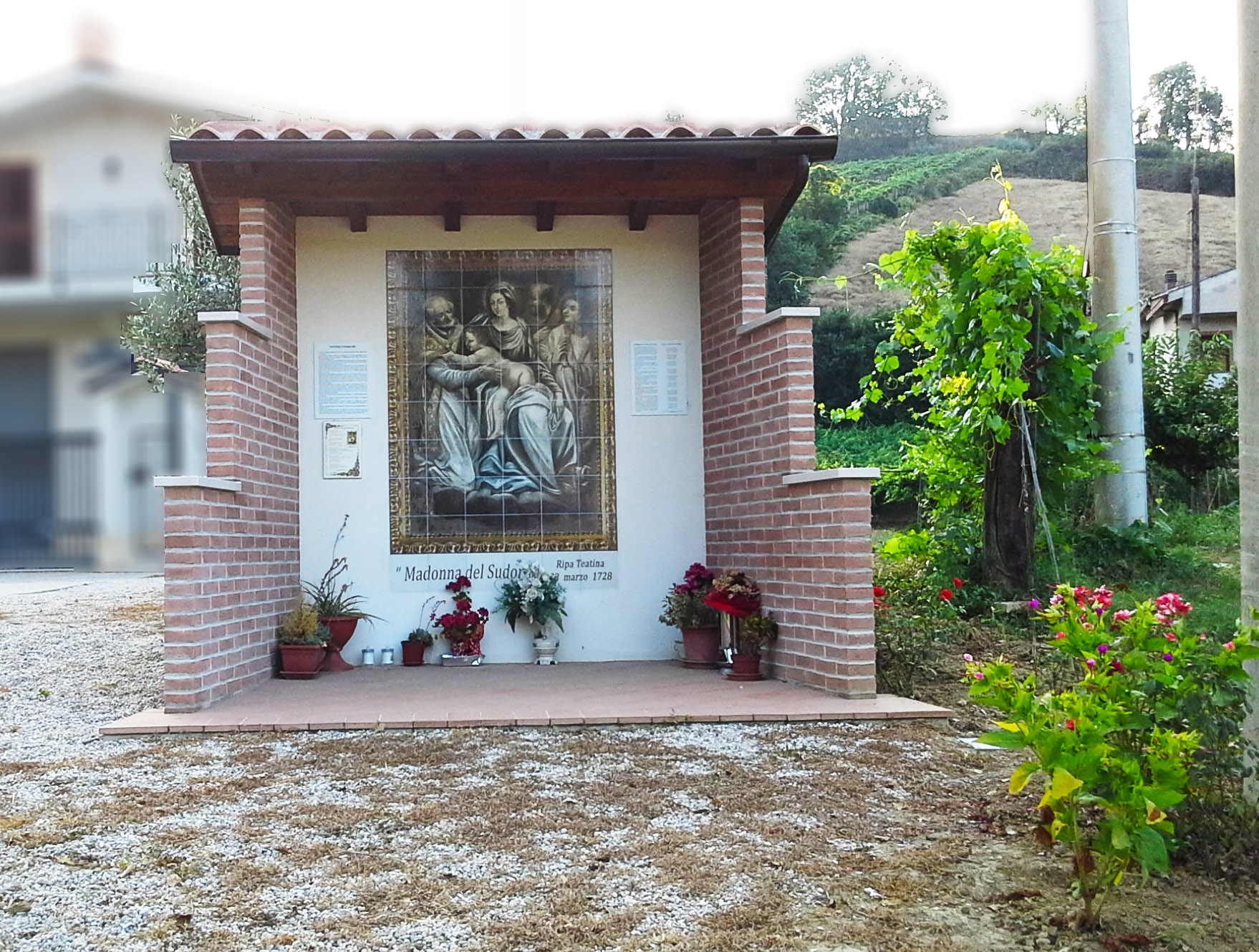
Edicola votiva alla Madonna del Sudore, in ricordo dell'antica chiesa di Santa Maria d'Alento

Nelle vicinanze del fiume Alento esisteva una piccola chiesa denominata "Santa Maria d'Alento", costruita prima del XII secolo. Nel XVII secolo la chiesa era lasciata all'abbandono e versava in condizioni pessime anche a causa delle piogge torrenziali di quel periodo. L'edificio ospitava un quadro di pittura napoletana e datato al XVI secolo, che raffigurava la Madonna con Gesù bambino in grembo che sta per essere passato a San Giustino e con San Tommaso e san Vito, quest'ultimo con la corda che tiene il suo cagnolino in mano. Nel 1685, stesso anno di inizio dei lavori alla chiesa parrocchiale, due coniugi che abitavano in zona presero il quadro dal tempio dell'Alento e la trasportarono fino al paese, per via delle cattive condizioni dell'edificio. Il parroco di allora, Giuseppe Garofalo, affidò ad Antonio Briganti, esponente di una famiglia locale, la conservazione del dipinto. Tale atto è anche testimoniato in uno dei registri tenuti dalla parrocchia, in cui il quadro è citato come immaginem B.M. de Lento e in cui è riportato il nome dei coniugi che trasferirono il quadro, Vincenzo Valente e Lucrezia Ambrosini. La tela fu custodita dalla famiglia Briganti fino al 1728 nella sala più importante del suo palazzo.
Il 22 marzo 1728, lunedì santo, si stava tenendo la celebrazione delle Quarant'ore, come da tradizione quaresimale. Una donna, inserviente della famiglia Briganti, stava preparando il rientro degli esponenti della famiglia dalle funzioni religiose e, passando in prossimità del quadro, vi notò una strana luce. Alzato lo sguardo, si accorse che dalla fronte della Madonna d'Alento scivolavano giù gocce di sangue, fino a cadere sul tavolo sottostante. La donna corse in chiesa per annunciare a tutti l'evento e, dopo essere rimasta inascoltata la prima volta, ripeté nuovamente il gesto e solo allora i presenti la seguirono e si resero conto del miracolo. Diversi fedeli il giorno successivo accorsero a Ripa Teatina per poter assistere al miracolo e la sera del 23 marzo la tela fu portata in processione per le vie del borgo e infine posta sull'altare di San Giustino, che in seguito divenne un altare privilegiato con bolla pontificia di Pio XI.

### Eventi successivi
La seconda guerra mondiale danneggiò notevolmente Ripa Teatina, tanto che padre Isidoro Sebastiano, il 3 febbraio 1944, decise di prelevare la tela della Madonna del Sudore per metterla al riparo da eventuali danneggiamenti. La chiesa madre, infatti, vide la propria facciata tempestata di colpi di artiglieria, il tetto crollato in diverse parti e il campanile colpito nella parte superiore. La casa canonica fu completamente rasa al suolo, rimasero solo le fondamenta, e gli stucchi all'interno del tempio vennero danneggiati dalle infiltrazioni di acqua. L'importo necessario per la ricostruzione, stimato dal Genio Civile teatino, fu di 8 420 000 lire. Il progetto di restauro prevedeva la demolizione del campanile e il suo spostamento per ragioni statiche; durante però la rimozione dell'intonaco, emersero fregi ornamentali appartenenti alla torre campanaria, e l'ingegnere capo dei lavori consigliò il ripristino della configurazione originaria, recuperando il vecchio campanile e non procedendo con la demolizione. Ulteriori dati inviati dal Genio Civile teatino al provveditorato alle opere pubbliche dell'Aquila evidenziarono come la cuspide e la cella campanaria poggiavano su una torre fortilizia risalente all'XI secolo, divenuta poi torre campanaria. I lavori proseguirono variando dunque il progetto e restaurando l'antico campanile. I lavori di ricostruzione della chiesa si conclusero nel 1954.
Fino al XX secolo la chiesa di San Pietro Apostolo era dotata di un pregiato coro ligneo, di cui si aveva una prima citazione nel 1769, situato dietro l'altare. Nel 1962 il coro fu venduto dall'allora parroco, atto che causò non poche rimostranze tra la cittadinanza, tanto che la curia teatina dovette compiere un'ispezione nella parrocchia per indagare sulla vicenda, il 17 maggio dello stesso anno. Il sacerdote rispose affermando che la vendita era permessa perché quel mobilio non era indicizzato nell'inventario parrocchiale delle opere pregiate e monumentali; disse anche di aver operato la vendita a un commerciante di legni umbro.

## Descrizione

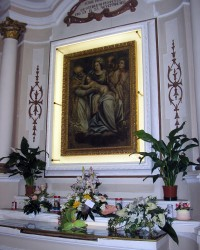
Altare della Madonna del Sudore

### Esterno

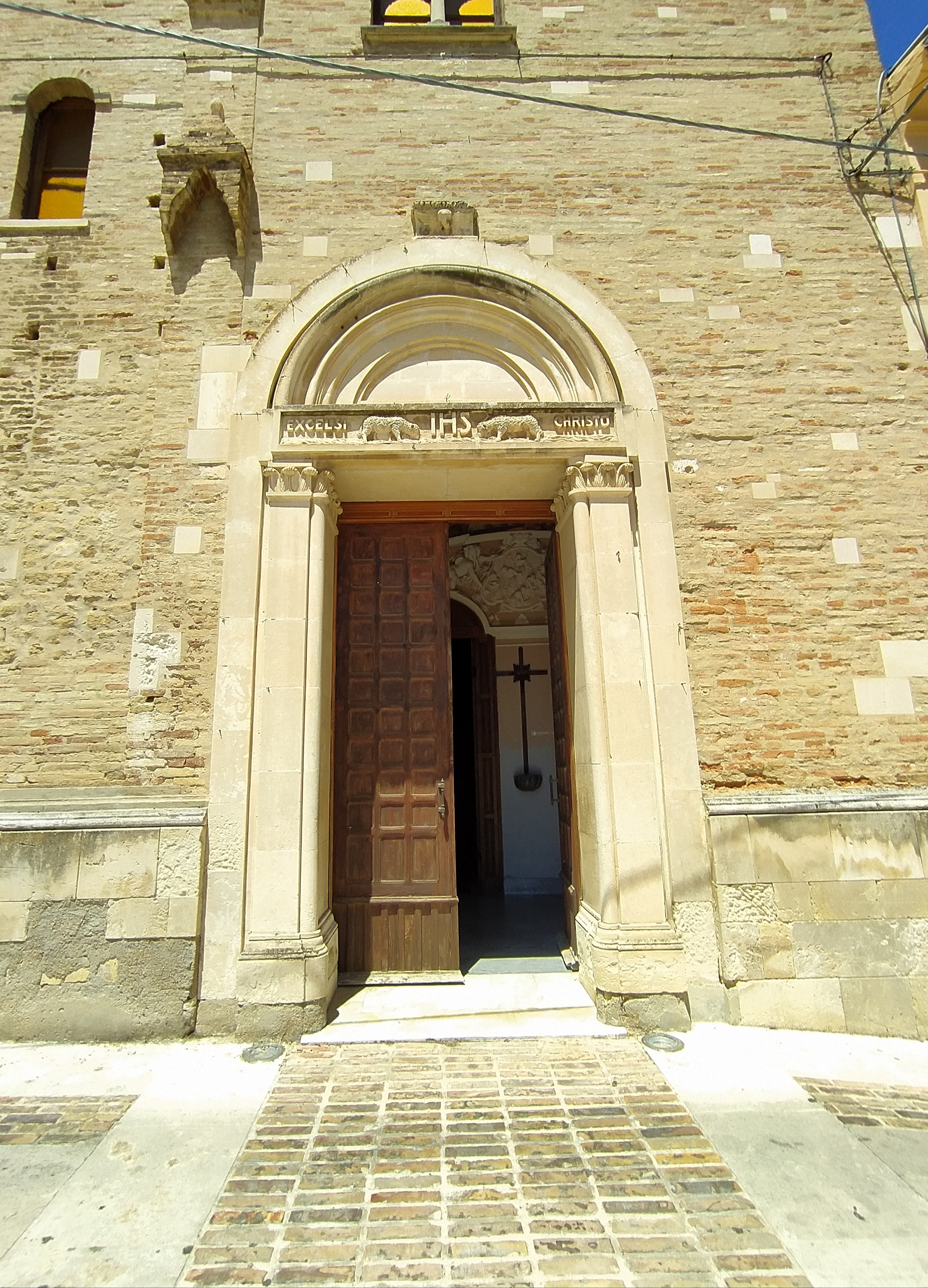
Dettaglio del portale principale della Chiesa

L'esterno della chiesa si presenta con una facciata a salienti mancante del lato sinistro, con il campanile che ne è parte integrante. Proprio la torre campanaria risale a un'antica torre di avvistamento, integrata nell'edificio del tempio durante il grande restauro del XVII secolo. Della vecchia torre è possibile tuttavia distinguere ancora gli spioventi a capanna nonché i contorni della struttura, che emergono rispetto al resto del muro, e l'apertura di una piccola finestra. Al di sopra di essa è presente l'orologio, originariamente installato nel 1743. Sul portale principale è presente una piccola bifora. La cuspide del campanile termina con un crocifisso.

### Interno

#### Gli stucchi e gli affreschi
A cavallo tra XVI e XVII secolo in Abruzzo operarono diversi artisti lombardi, tra cui Giovan Battista Gianni, che vi lavorò tra il 1685 e il 1728. Un suo allievo, Carlo Piazzoli, realizzò diversi stucchi all'interno della chiesa di San Pietro Apostolo. Gli altari furono decorati di colonne corinzie, mentre agli architravi e alle volte furono aggiunti degli ornamenti: sull'arco trionfante fu realizzato il pannello dell'Ultima Cena e sugli archi della navata centrale sono rappresentati quattro episodi dell'Antico Testamento. Nel presbiterio sono presenti le statue di San Pietro e San Giacomo. Nella chiesa sono presenti altre statue attribuite al Piazzoli: quelle di San Lorenzo, Santo Stefano, San Domenico e San Tommaso. Nell'atrio l'artista realizzò tre bassorilievi tratti dalla Bibbia: l'episodio del fariseo e del pubblicano al Tempio (sulla porta di destra), Gesù che scaccia i mercanti dal Tempio (sulla porta centrale) e la Scala di Giacobbe (sulla porta del campanile). All'inizio della navata destra Piazzoli realizzò anche il battistero sormontato dalla statua dorata di Giovanni Battista.
Intorno al 1737 il pittore casertano Ludovico de Majo, di scuola napoletana e allievo di Francesco Solimena, fu chiamato a realizzare tre tele per ornare ulteriormente il presbiterio. Circa due anni dopo cominciò a realizzare le opere commissionategli. La prima, collocata al centro dell'abside, è San Pietro riceve le chiavi da Gesù, in cui è raffigurato l'episodio evangelico nel quale Cristo consegna a Pietro le chiavi del Paradiso; il panorama raffigurato richiama il paesaggio della zona. La seconda tela è Il transito di San Giuseppe, sul lato sinistro del presbiterio, ripresa da un episodio di un vangelo apocrifo del V secolo col nome di Storia di Giuseppe falegname, dove si descrive la vita del padre di Gesù, in particolare dell'ultima parte di essa. La terza, a destra, è La deposizione, in cui è rappresentata la deposizione di Gesù e Maria con una spada conficcata nel petto.
Anche Donato Teodoro contribuì a decorare la chiesa intorno alla metà del XVIII secolo. In particolare, realizzò Eliodoro cacciato dal tempio nella volta dell'atrio, due affreschi raffiguranti Ester (figura dell'Antico Testamento) nella navata destra e, in quella sinistra, il miracolo di Sant'Antonio da Padova, che riattacca il piede di un giovane. Raffigurò anche la Madonna del Rosario con San Domenico e Santa Caterina e le statue dello stesso San Domenico e di San Tommaso.

#### La sagrestia
Fino alla seconda metà del XVIII secolo la chiesa non disponeva ancora di una sagrestia, a causa del terreno che aveva una forma che rendeva difficoltoso l'espansione dell'edificio religioso. In quel periodo cominciarono però i lavori per dotare la chiesa di questo locale, occupando anche una parte del palazzo della famiglia Briganti, situato in prossimità del tempio (e oggi divenuto casa canonica). La difficoltà maggiore consisteva nel collegare la nuova stanza con l'abside, e per ovviare al problema si decise di costruire un arco, sul quale realizzare poi il corridoio di collegamento. La volta della sagrestia fu affrescata dal Teodoro: al centro realizzò un affresco raffigurante Giovanni Battista che va verso Gesù bambino, su un lato dipinse la crocifissione di Cristo, mentre gli angoli furono decorati da affreschi raffiguranti gli evangelisti. Nel 2004, a causa di un incendio nella stessa sagrestia, alcune opere furono danneggiate e furono in seguito messe in sicurezza e parzialmente restaurate.

#### I simboli civici e lo ius patronatus
Nella parte centrale dell'arco trionfale dell'edificio è presente lo stemma del comune di Ripa Teatina sormontato dalla corona araldica, simbolo del titolo di baronia posseduto dall'universitas ripese. Lo stesso stemma è riprodotto due volte sull'altare della Madonna del Rosario. La presenza dell'emblema cittadino in un luogo religioso è dovuta al fatto che l'università (intesa come comune) di Ripa Teatina possedeva il diritto di giuspatronato sulla chiesa di San Pietro Apostolo, con tre diversi privilegi: il primo era l'onore, dunque l'obbligo per i rettori di recitare particolari preghiere per la salute spirituale e per il benessere delle grandi famiglie del paese (le quali avevano posti privilegiati all'interno del tempio); il secondo era la pensione, ovvero il sostentamento in caso di caduta in miseria dei patroni; il terzo privilegio era la presentazione dei rettori, che doveva avvenire entro un certo tempo determinato dalla vacanza.
In più l'universitas aveva delle mansioni onerose: era tenuta, infatti, a contribuire significativamente alla manutenzione della chiesa e delle opere al suo interno, a pagare il predicatore quaresimale, a pagare la congrua al sacerdote e a fornire il materiale per il culto. Nonostante ciò, possedeva anche il diritto di scegliere il parroco della chiesa (ius presentandi), privilegio poco benvisto dalla diocesi teatina. Questo ius presentandi era molto antico e aveva subito diversi attacchi, in particolare all'inizio del XVI secolo, quando gli arcivescovi di Chieti Felice Trofino e Guido de' Medici tentarono di rimuoverlo. Nel 1538 l'arcivescovo Gian Pietro Carafa, a conclusione del processo, reintegrò all'università il diritto. Anche nel 1719 tale privilegio fu messo in discussione, con la nomina del parroco da parte della curia teatina, per volere dell'arcivescovo Vincenzo Capece. Nel 1752, dopo aver rinvenuto gli atti del primo processo, venne richiesto un nuovo processo per ristabilire lo ius presentandi, conclusosi poi nuovamente a favore dell'universitas.